# Salomon von Cerdanya
Salomon (katalanisch Salomó; † wohl 873) war im 9. Jahrhundert ein Amtsträger der Karolinger in der spanischen Mark, der als Graf von Cerdanya amtierte. Ihm werden auch die Grafschaften Urgell und Conflent zugeschrieben.
Im Jahr 863 wurde Graf Salomon von Cerdanya (Salomone…Cerdaniensi comite) von König Karl dem Kahlen nach Córdoba entsandt, um dort beim Kalifen von al-Andalus die Gebeine des heiligen Vinzenz von Saragossa zu erwerben. Nachdem er dem Kalifen und dessen Statthalter in Saragossa je 100 Solidi gezahlt hatte, konnte er die Reliquien des Heiligen ins Frankenreich bringen, wo sie in der Abtei von Castres einen neuen Aufbewahrungsort erhielten.
Am 22. März 865 bestätigte Salomon per Richtspruch den Besitz von Prades und anderer Ortschaften, die einst Graf Sunifred I. und dessen Frau Ermesende der Abtei geschenkt hatten, zugunsten der Abtei Sainte-Marie de Lagrasse. Da Prades im pagus Conflent lag, muss Salomon auch hier als Graf amtiert haben. Am 23. April 873 ist er letztmals urkundlich bezeugt, als er ein Urteil zugunsten der Abtei von Caunes sprach.
Nach der im späten 12. Jahrhundert verfassten und mit legendenhaften Erzählungen durchsetzten Gründungsgeschichte der katalanischen Nationaldynastie habe Wilfried der Haarige seine Herrschaft in Barcelona dadurch etablieren können, dass er zuvor den „Gallier“ Salomon (Salomonem natione Gallicum Comitem) im Zweikampf getötet hatte, der viele Jahre zuvor seinen gleichnamigen Vater (tatsächlich Sunifred I.) aus den angestammten Familienbesitzungen verdrängt habe. Die Chronik von San Juan de la Peña (14. Jh.) übernahm diese Erzählung und bezeichnete Salomon nun als „Franzosen“. Dass Salomon je als Graf von Barcelona amtiert habe und dabei zuvor Sunifred I. verdrängt hätte, kann aus den zeitgenössischen Texten nicht entnommen werden. Es ist lediglich anzunehmen, dass Wilfried der Haarige der Amtsnachfolger Salomons in dessen Grafschaften war. Am 23. September 873, kurz nach der letzten urkundlichen Erwähnung Salomons, gründete Wilfried zusammen mit seinem Bruder Miró die im Conflent gelegene Abtei Santa Maria de Formiguera.